# Gian Paolo Gobbo
Gian Paolo Gobbo (* 1. April 1949 in Treviso) ist ein italienischer Politiker der Lega Nord.

## Leben
Gobbo war von 1978 bis 1980 ein Gründungsmitglied der Liga Veneta. 1990 und 1995 wurde er jeweils in die Consiglio Regionale del Veneto gewählt. Von 1994 bis 1995 war er Vizepräsident der italienischen Region Veneto. Von 1999 bis 2004 und von 2006 bis 2009 war er Abgeordneter im Europäischen Parlament für die Lega Nord. Von 2008 bis 2013 war er Bürgermeister von Treviso. 2010 wurde er der Mitgliedschaft in einer gewalttätigen Organisation, die in den 1990er bestand, verdächtigt und geriet in die mediale Berichterstattung.